# Lahitte-Toupière
Lahitte-Toupière település Franciaországban, Hautes-Pyrénées megyében. Lakosainak száma 262 fő (2022. január 1.). Lahitte-Toupière Sombrun, Moncaup, Monségur, Larreule, Maubourguet és Vidouze községekkel határos.

## Népesség
A település népességének változása:
| Lakosok száma | 247  | 259  | 268  | 261  | 260  | 258  | 257  | 260  | 262  |
|               | 2013 | 2015 | 2016 | 2017 | 2018 | 2019 | 2020 | 2021 | 2022 |